# 370-talet

## Händelser
- 376 - Gotiska krigen mellan Romerska riket och goterna börjar. (376–382)
  - 378 - Slaget vid Adrianopel.

## Födda
- 370 - Hypatia, egyptisk matematiker

## Avlidna
- 379 - Wang Xizhi (Wang Hsi-chih), berömd kinesisk kalligraf